# Nicolas Montgermont
Nicolas Montgermont, né en France dans les années 1970, est un artiste sonore, performeur multimedia, musicien, créateur radiophonique et enseignant. Basé à Paris, il fait des expositions, des concerts et des performances en France et à l’international. Depuis 2004, il utilise comme matériaux principaux les ondes électromagnétiques (notamment les ondes radio) ainsi que les ondes acoustiques, dont il affirme « explore[r] la physicalité » et l’« essence poétique ». Son œuvre se situe au croisement de la création, de la recherche scientifique et de l’engagement social.
Le travail de Nicolas Montgermont revendique un caractère interdisciplinaire voire « extradisciplinaire » : il relève des arts de la transmission, des arts numériques, du graphisme, des musiques expérimentales, de la création radiophonique et de l’art vidéo. Au niveau formel, il exploite des matériaux et des médias variés dans l'objectif de produire des expériences sensibles autour des ondes et avec elles : performances multimedia, sculpture métallique, sculptures d’ondes, créations sonores, installations, édition de disques vinyles, de DVD et de textes, dispositifs radiophoniques… 

## Parcours

### Formation et débuts

Représentation des usages du spectre électromagnétique

Après une formation en traitement du signal, Nicolas Montgermont étudie les sciences appliquées à la musique à l’IRCAM. Il amorce son parcours artistique et conceptuel public au milieu des années 2000 en utilisant « l’ordinateur comme atelier » et en s’intéressant notamment à la modélisation physique, à la synthèse sonore, à la gestion de données et à la programmation informatique.

### Enseignement
Il enseigne la création numérique de 2005 à 2008 à l’Université Paris 6 (Sorbonne Université) au sein d’un département Programmation, sciences et musicologie. À partir de 2008, il obtient une charge d'enseignement en création multimédia au sein de l'ENS Louis Lumière. À partir de 2018, il devient professeur en techniques d'art sonore à l'Université Paris 8. Il assure par ailleurs des ateliers autour de ses pratiques artistiques.

### Duo chdh

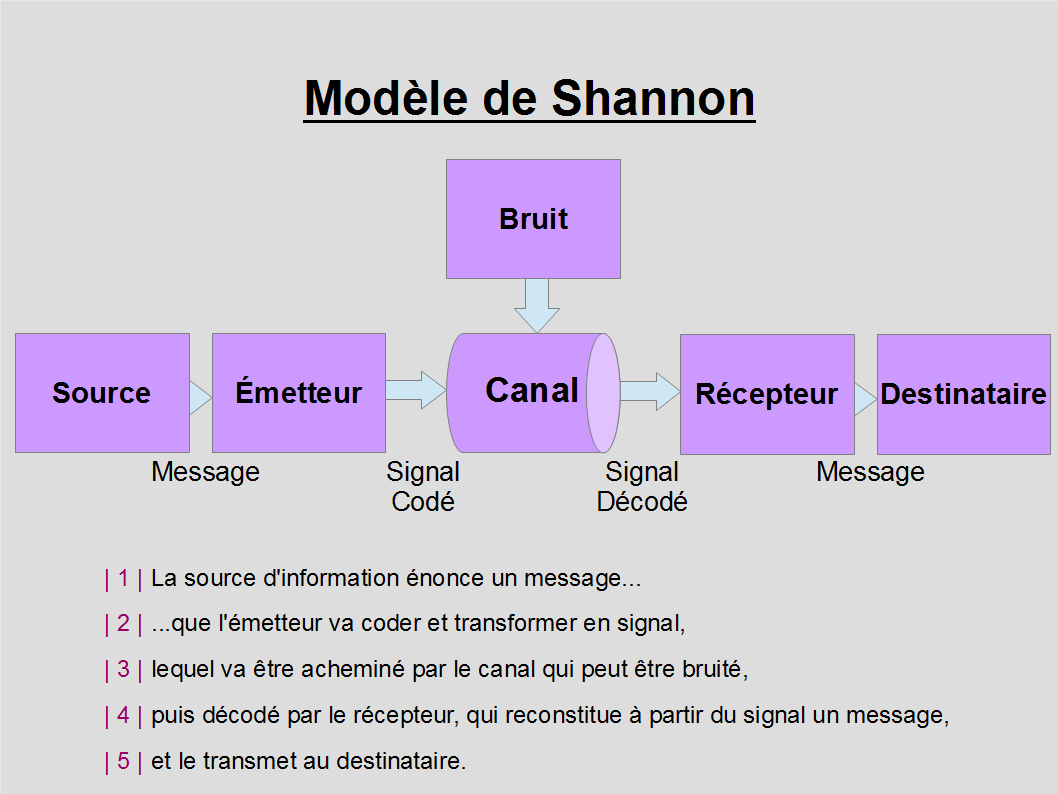
Modèle de Shannon - Communication

En 2005, et à la suite du départ de son frère, l’artiste et développeur Cyrille Henry invite Nicolas Montgermont à participer au duo chdh pour travailler notamment sur « la modélisation physique et la synthèse de comportement appliqué à la création d'instruments audiovisuels ». En 2007, lors d'une résidence artistique dans le Centre national de création musicale Césaré, Montgermont produit avec Henry l’œuvre Vivarium, un DVD à double face publié aux éditions Artkillart en coproduction avec Arcadi en 2008. L’œuvre, qui se présente comme une « symbiose de son et d’image » évoquant un « univers virtuel », est présenté en France, au Brésil, en Roumanie ou en Suisse. En 2011, le duo produit Égrégore, une performance audiovisuelle visant à analyser les mouvements de groupes et à les restituer en images et en sons. En 2018, chdh crée une nouvelle performance audiovisuelle inspirée par la théorie de l'information de Claude Shannon : intitulée Deciban, l’œuvre fait émerger des formes visuelles et sonores à partir de bruits.

### Duo Art of failure
En 2007, Nicolas Montgermont crée avec l’artiste sonore et audiovisuel Nicolas Maigret un nouveau duo : Art of failure. Leur travail vise à rendre sensibles les architectures, notamment au moyen d’une mise en vibration de constructions choisies par des infrasons. Ils donnent ainsi à sentir les espaces de façon tactile et sonore, affirmant qu'« en le soumettant à une excitation sonore, on cherche à révéler la musicalité propre au bâtiment ». Entre 2009 et 2013, ils développent le projet Resonant Architectures (Architectures résonantes) à travers une tournée en France, en Suisse, en Allemagne, en Slovaquie et au Canada. Au sein du projet Flat Earth Society (Société de la Terre plate), le duo donne à entendre la Terre même dans son architecture géophysique, au moyen d’une sonification de son relief sur un disque vinyle, une tête de lecture arpentant sa topographie rapportée à l’échelle d’une galette.

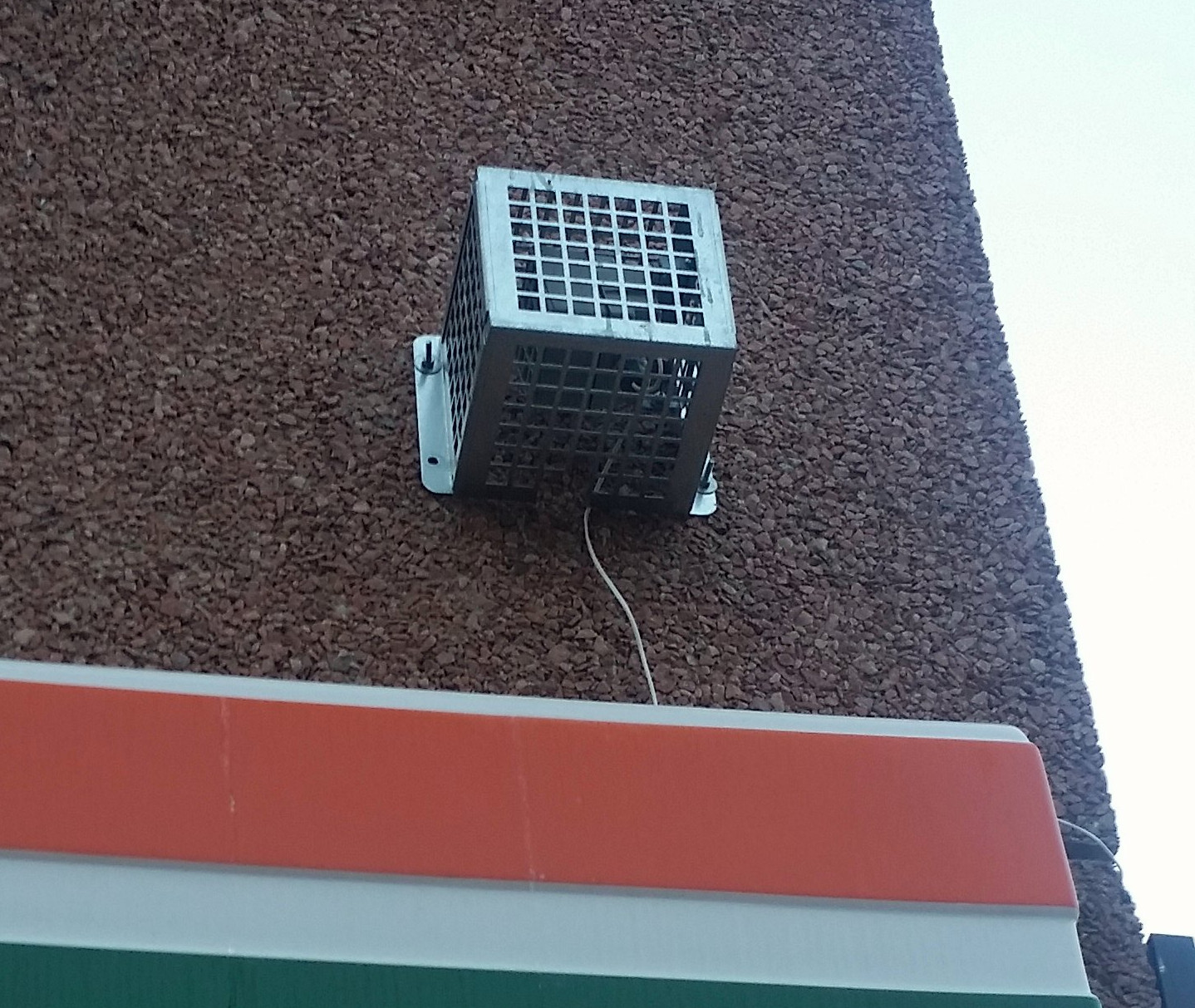
Répulsif sonore sur la façade d'un magasin

Dès 2007, Maigret et Montgermont commencent également à rendre sensible l’architecture du réseau Internet, à travers plusieurs œuvres réunies au sein du projet Laps. Dans l’installation Internet Topography (Topographie d’Internet), par exemple, ils rendent audible l’infrastructure du web, en envoyant une infrabasse depuis le lieu d’exposition vers des serveurs dans diverses parties du monde, lesquels renvoient le signal à son point de départ. Les multiples perturbations subies par le son au fil de son périple numérique se trouvent diffusées in situ, témoignant des erreurs et défauts dont le réseau se constitue. Une représentation lumineuses de ces failles accompagne le dispositif sonore.
En 2009, dans une tout autre démarche, Art of failure exploite les possibilités de boîtiers sonores répulsifs, lesquels émettent une tonalité stridente par intermittence pour rendre un lieu inconfortable pour les moins de 25 ans, dont l’audition des aigus n’est pas encore détériorée. Détournant ces dispositifs de leur usage commercial, le duo les utilise dans +4k pour produire une composition sonore. L’art sonore s'affirme ici comme critique et détournement d’instruments de régulation de l’ordre social.

### Collaboration avec Cécile Beau

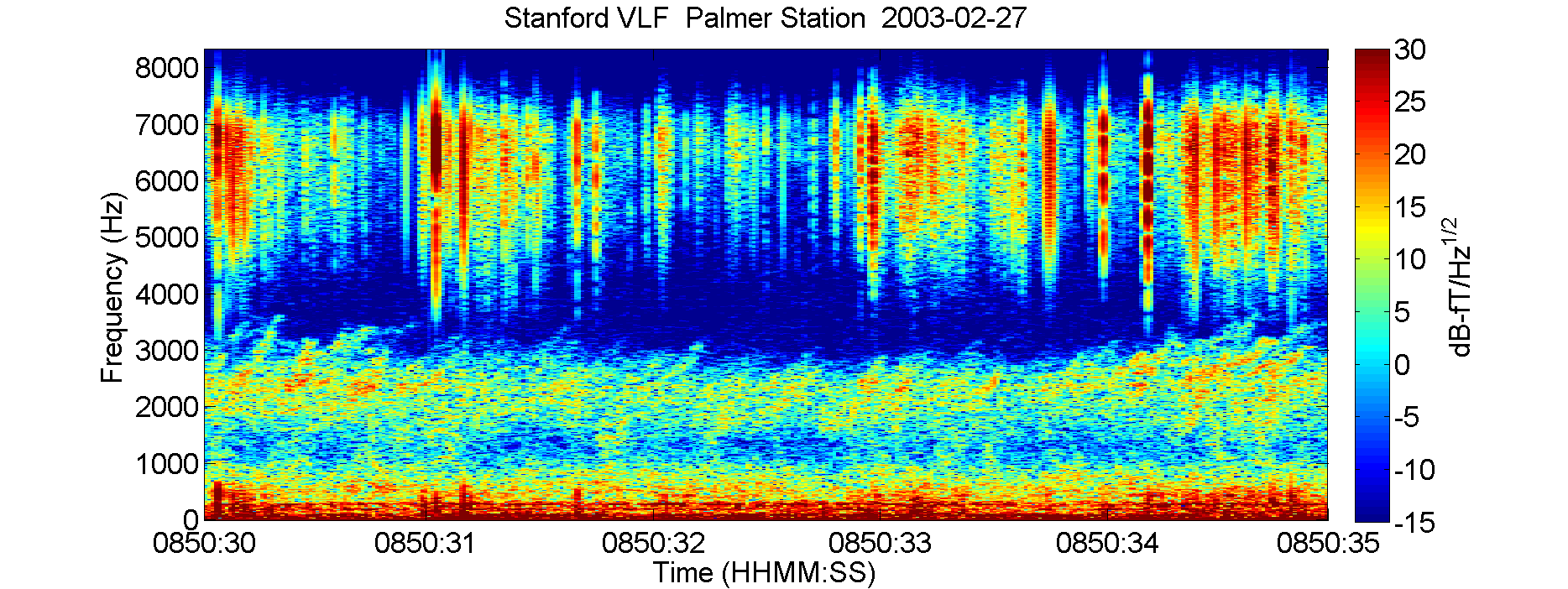
Spectrogramme de très basses fréquences reçues à la Base antarctique Palmer

Au début des années 2010, Nicolas Montgermont amorce une collaboration avec l’artiste plasticienne Cécile Beau. En 2012, dans Cosmogonie, le duo crée une sculpture mouvante, composée de charbon et d’ouate de cellulose, et animée en son centre par un moteur. La même année, dans l’installation Radiographie, une antenne décamétrique rend manifeste la masse des ondes électromagnétiques environnantes, qu’elles soient naturelles ou artificielles (messages en morse, satellite, radio amateur, orage, interférence…), et les donne à entendre sous forme de « chants hertziens ». En 2015, dans la pièce Sillage, le duo évoque les ondes sismiques ayant affecté le Chili en 2010 au moyen d'ondes sonores, faisant ainsi vibrer le reflet de la topographie du pays sur une surface remplie d’un liquide sombre. Les artistes souhaitent de cette façon interpréter de façon poétique les données récoltées lors du séisme.
En 2017, Beau et Montgermont finalisent une installation permanente, Traversée, conçue à la station de tramway de Blanquefort en banlieue de Bordeaux. Cette « sculpture vibrante » se trouve composée par un rail qui serpente au sol avant de s’élever en une courbe sur une quinzaine de mètres et de repartir dans le sol. Commissionnée par Bordeaux Métropole, l’œuvre a demandé sept ans de travail et nécessité l’intervention de nombreux corps de métiers : bureau d’études, travail du métal, pose du rail, génie civil… Faisant écho à la pratique amérindienne d’écoute des rails du chemin de fer, elle permet à chaque arrivée ou départ de tramway d’en écouter et ressentir les vibrations changeantes.

### Collaboration avec le collectif RYBN
En 2013, Nicolas Montgermont amorce la collaboration avec le collectif artistique et plateforme de recherche indépendante RYBN, créé en 1999 pour mener « des enquêtes en suivant une approche extra-disciplinaire ». Avec RYBN, Montgermont produit notamment deux performances en 2013 : Yi King, qui utilise le « livre des transformations » chinois comme source d’improvisation musicale sous contrainte, et BCK, qui emploie des moniteurs de vidéosurveillance et des fréquences sinusoïdales pour créer une interaction conflictuelle ou complémentaire entre les différentes ondes. De la même façon que dans +4k avec Art of failure, des dispositifs de contrôle social sont détournés comme instruments musicaux pour produire des formes sonores expérimentales et inédites. D'outils de coercition, ils deviennent ainsi, dans l'optique des artistes, des moyens d'émancipation voire de fête.

### Collectif Π-Node

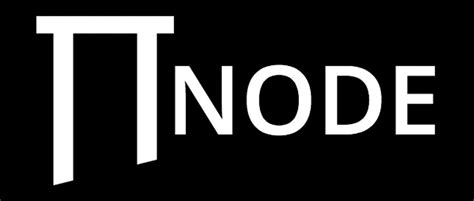
Logo du collectif

À partir du milieu des années 2010, Nicolas Montgermont participe, aux côtés de multiples artistes et groupes, au collectif et à la radio associative expérimentale Π-Node (prononcer Pi-Node). Le collectif s'inspire notamment des travaux de l’artiste japonais Tetsuo Kogawa sur la « mini FM » (radios libres avec un émetteur de faible puissance) et Internet comme « media translocaux », c’est-à-dire décentralisés, multicanaux et symétriques (pas de barrière ni de hiérarchie entre producteurs et auditeurs). La radio Π-Node s’affirme comme un espace de création et de diffusion radicales, permettant de déployer d’autres façons de faire réseau et d’autres imaginaires.
Nicolas Montgermont prend part aux performances et installations de Π-Node, à l’instar en 2015 et 2021 de Radio Fischli & Weiss. L’œuvre, qui tire son nom d’un duo d’artistes suisses, se présente comme une installation modulaire dans laquelle un signal sonore se trouve constamment modifié par son passage au sein de différentes technologies ou techniques « par voies lumineuse, aqueuse, mécanique ou encore hertzienne à l'échelle de la salle d'exposition ». Selon les termes du philosophe Bastien Gallet, elle se situe « entre media art, sound art, intertextualité et philosophie du son ».

### RevueJef Klak
À partir de 2019, Nicolas Montgermont intègre le comité de rédaction de la revue Jef Klak, une publication annuelle accompagnée d’un CD de création sonore. Soucieuse d’accorder du temps à penser le collectif et de s’ouvrir à de nouvelles formes, Jef Klak se situe dans une démarche de critique sociale. Montgermont contribue au groupe travaillant sur le CD de création sonore, produisant notamment le morceau Prendre sa place, 24 janvier 2020. Chant stationnaire dans le n° 7 de la revue. Il y donne à entendre une composition à partir de ses captations d’une fin de manifestation parisienne lors de la lutte contre la réforme des retraites, alors que la police empêche les manifestantes et manifestants de partir.

### Duo Feral Bands

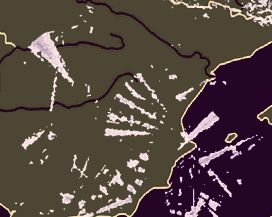
Exemple d'interférences dues à un signal Wi-Fi 5 Ghz vues sur un radar météorologique Doppler

En 2019, Nicolas Montgermont s’allie avec l’artiste et compositeur pali meursault au sein du duo Feral Bands. Les deux musiciens réalisent des performances à partir du seul matériau des fluctuations du spectre électromagnétique, composant à la volée les ondes radio et les interférences locales et environnementales pour produire une forme sonore spécifique au lieu et à l’horaire du concert.

### Solos
Nicolas Montgermont développe également une pratique individuelle, qui s’affirme davantage à partir du milieu des années 2010. En 2016, il publie ainsi chez le label Art Kill Art un disque vinyle artistique, Radioscapes, qui donne à voir autant qu’à entendre le « paysage électromagnétique » (c’est-à-dire l’occupation du spectre de fréquences hertziennes) en ville (Malakoff, face A) et à la campagne (Le Lieu Dit, Besseuil, face B). En 2017, dans Axis Mvndi, il présente une « sculpture d’ondes » : il « jou[e] sur la rotation de l'antenne [parabolique] et les durées d'émission » afin d’émettre des ondes formant « des représentations de l'univers imaginées dans l'Antiquité ». Une projection vidéo permet de suivre le parcours de ces ondes et de les figurer visuellement. En 2019, dans Scan Longues Ondes, il utilise un poste radio comme source sonore pour improviser une composition à la volée, transformant des sons parasites en matière musicale.

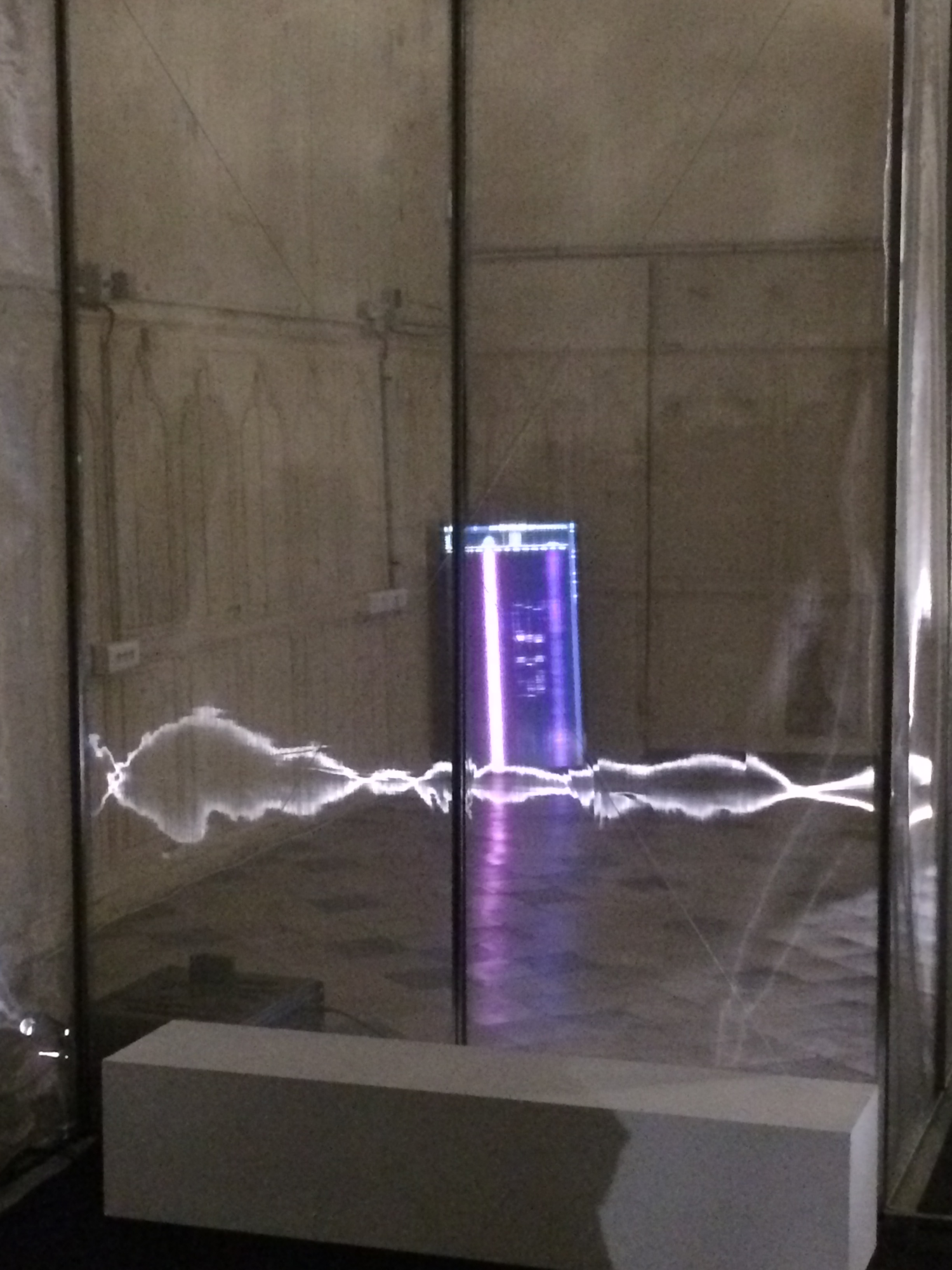
Vue de l'installation Encagement de Nicolas Montgermont à Aix-en-Provence en novembre 2022, depuis l'intérieur de la cage de Faraday

En 2021, renouant avec la lignée de la « mini FM » de Kogawa, il conçoit Radio Symétrique. Dans ce « projet de territoire radio autonome », pendant une durée de quelques semaines, les habitantes et habitants d’un quartier parisien ont ainsi pu émettre (via l’appel sur un numéro de portable qui les basculait instantanément à l’antenne) et écouter (via une fréquence sur la bande FM) une radio très localisée. Le contenu de l’antenne se trouve ainsi entièrement produit de façon spontanée, occasionnant messages personnels, discours poétiques, saynètes improvisées ou publicités sauvages. Montgermont se situe dans une démarche d'éducation populaire et cherche à transmettre des concepts scientifiques et techniques à travers des dispositifs aisément appropriables et réplicables.
À partir de 2022, Nicolas Montgermont développe le projet musical Æther Varia, dans lequel il dit « appliquer des techniques de jeu de la musique expérimentale à de la musique rythmée ». La même année, dans Encagement, il crée une cage de Faraday pouvant accueillir une trentaine de personnes à l’intérieur d’une chapelle d’Aix-en-Provence dans le cadre d’une biennale d’art contemporain. Il crée ainsi une « zone blanche » où plus aucune télécommunication ne passe. À l’extérieur de la cage, des moniteurs vidéos permettent de visualiser et de sonifier le trafic hertzien qui a été éteint. L’installation entend proposer ainsi une réflexion sur l’hyperconnectivité au 21e siècle, offrir du répit aux personnes électrosensibles et mettre en échec les dispositifs de surveillance.

## Positionnement

### Engagements artistiques

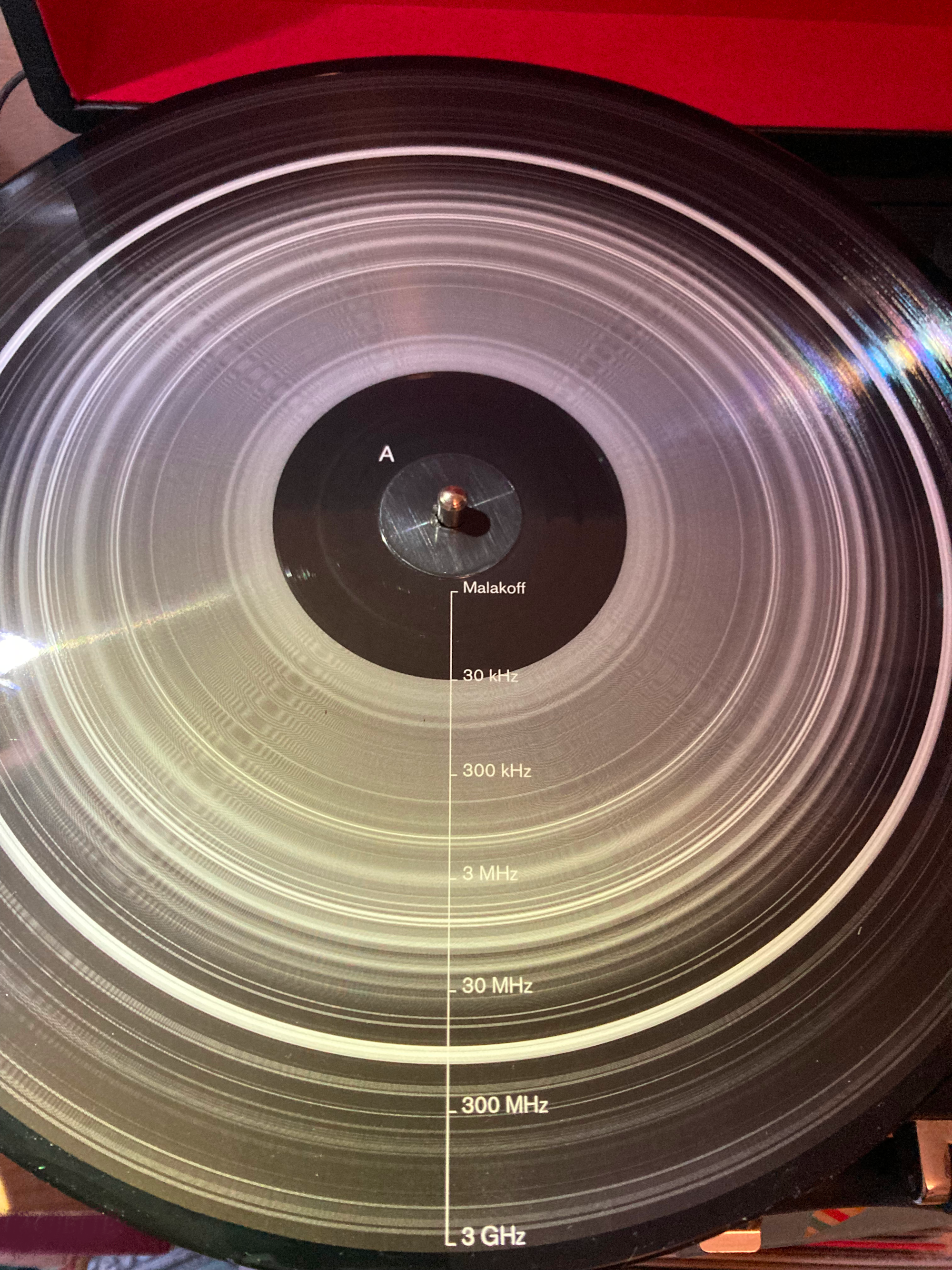
Nicolas Montgermont, Vinyle Radioscapes (Art Kill Art), Face A : représentation du spectre hertzien à Malakoff.

La démarche de Nicolas Montgermont se montre collective autant que personnelle. Il agit régulièrement au sein de duos ou de groupes, se positionnant dans la lignée des réflexions de Gilles Deleuze et Félix Guattari sur les agencements pluriels et de Pierre Bourdieu sur l’intellectuel collectif. Comme l'a affirmé une membre de la radio dont il est partie prenante :  « Au lieu de définir des rôles, de s’attribuer des tâches de manière hiérarchique et structurée, nous créons un contexte dans lequel chacun trouve son intérêt et développe sa propre recherche, tout en contribuant au collectif. Un des champs d’expérimentation de Π-Node est de construire une entité dont les membres peuvent être variables. »
Dans ses travaux personnels ou en collaboration, Nicolas Montgermont vise par ailleurs à rendre audibles ou visibles des réalités autrement imperceptibles et le plus souvent ignorées : variations de la surface de la Terre ou de l’activité d’Internet, flux constant d’ondes électromagnétiques qui nous environne, exploitation étatique et commerciale du spectre électromagnétique, potentialités esthétiques et subversives des ondes. Son travail cherche à interroger le rapport au corps, aux sens et à l’espace physique ou cosmique, mais aussi et surtout les imaginaires, les représentations du monde, les choix politiques et les modes d’organisation sociale qui en découlent. La visualisation des usages du spectre hertzien dans sa pièce Radioscapes sert par exemple de support concret à une revendication de démocratisation des ondes et de la collectivisation de leur usage. La critique des dominations et de la surveillance, la critique des médias, l’ouverture d’espaces médiatiques autogérés et la quête d’émancipation apparaissent comme des éléments transversaux dans son œuvre. L'art, envisagé et pratiqué dans un esprit open source, se conçoit comme un outil de transformation sociale.

### Engagements politiques

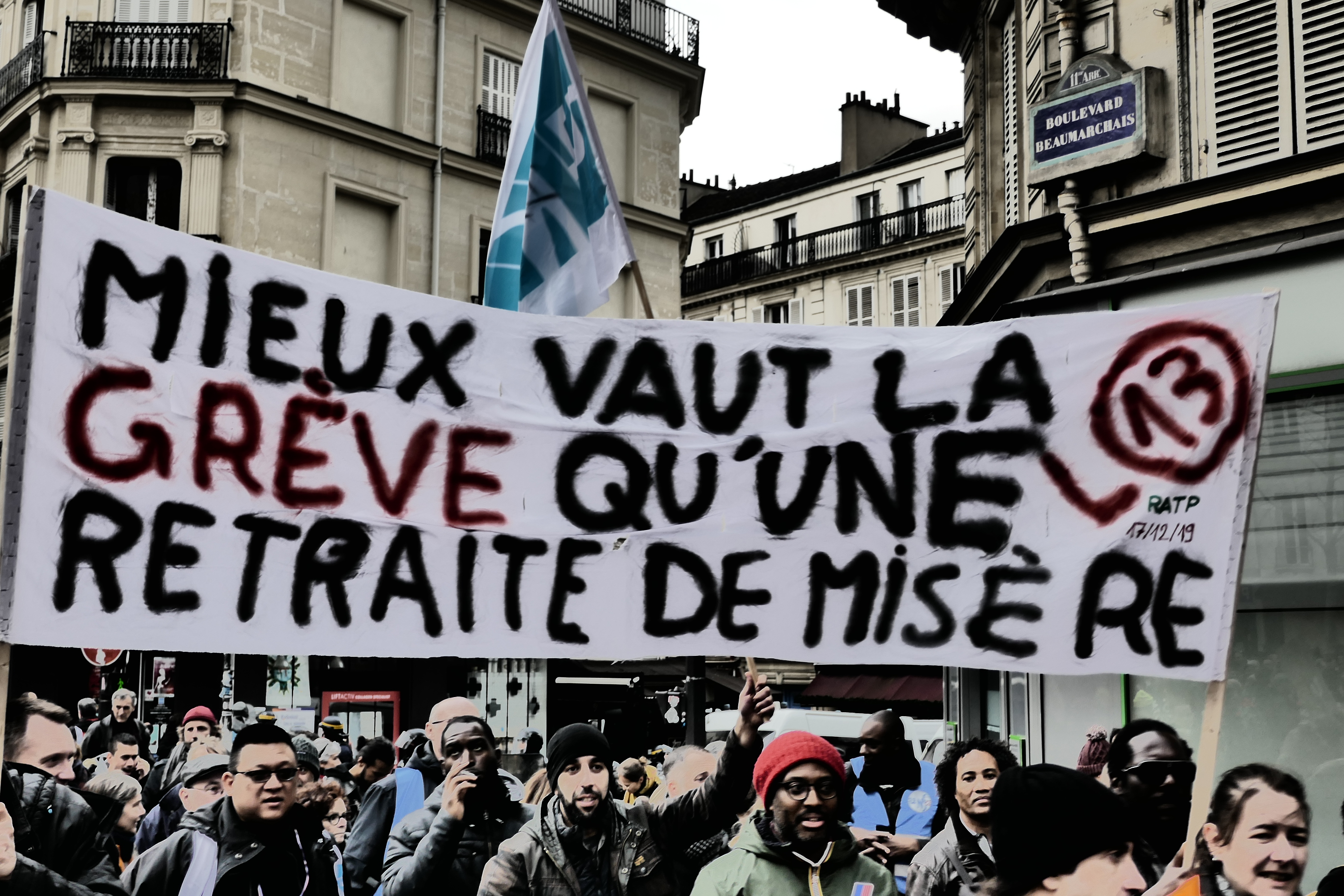
Manifestation contre la réforme des retraites en France en décembre 2019

Cet engagement à la fois artistique et social se manifeste non seulement à travers les formes que Nicolas Montgermont produit et les thématiques qu’il aborde, mais également à travers son investissement au sein de collectifs politiques. En décembre 2019, il prend ainsi part à la radio d’intervention l’Acentrale, créée pour accompagner et amplifier la lutte contre la réforme des retraites du gouvernement d’Édouard Philippe. Pensée comme un « réseau radiophonique des luttes en FM / web / DAB+ et dans la rue », elle réunit aussi bien des radios que des collectifs ou des individus pour assurer un suivi des manifestations et des actions locales dans toute la France. La pièce radiophonique Winter of Protests (Hiver de révoltes) de Nicolas Montgermont, produite en 2020, restitue ce moment. Il la diffuse sur le réseau d'art radiophonique Radia. En février 2020, il rejoint par ailleurs, aux côtés de créateurs et créatrices comme Farida Taher, l’« assemblée d’artisans et artisanes sonores et radiophoniques » Les Sons fédérés. Le collectif lutte contre la précarité dans les métiers du son et de la radio et promeut la diversité des « expressions sonores ».

## Publications

### Œuvres multimedia
- Au sein de chdh : Vivarium, DVD double face et fichier .torrent, label Art Kill Art, 2008.
- Au sein de chdh : Egregore Source, label Art Kill Art, logiciel sur clef USB, 2015.
- Avec le collectif RYBN : МАТРЁШКА, label Uncanny, pièce sonore en fichier .mka, 2016.
- Radioscapes, label Art Kill Art, disque vinyle et pochette, 2017.

### Œuvres sonores
- Long Waves Scan, label Dinzu Artefacts, cassette, 2019.
- Entre chiens et louves, plateforme Ouïe-dire, pièce sonore, 2019.
- Winter of Protests, Radia, pièce sonore, 2020.
- Prendre sa place, 24 janvier 2020. Chant stationnaire, revue Jef Klak n°7, "Terre de feu", pièce sonore, 2020.
- Æther Varia, label Da Heard It, cassette, 2023.

### Travaux scientifiques
- Nicolas Montgermont, « Modèles physiques particulaires en environnement temps-réel : Application au contrôle des paramètres de synthèse », Mémoire de DEA ATIAM, 2005.
- Nicolas Montgermont, Benoît Fabre et Patricio de La Cuadra, « Gesture synthesis: basic control of a flute physical model », Journal of the Acoustical Society of America, 123(5), 2008, p. 3797[36].